# Pladaroxylon
Pladaroxylon es un género monotípico de plantas herbáceas perteneciente a la familia de las asteráceas. Su única especie, Pladaroxylon leucadendron, es endémica de la Isla Santa Elena, en el Atlántico Sur.

## Descripción
Pladaroxylon leucadendron es un arbusto o árbol pequeño de la familia Asteraceae, la misma de las margaritas o girasoles, que ha evolucionado hasta convertirse en vegetal de gran porte debido al vacío ecológico de este tipo de plantas en la Isla Santa Elena, en un típico caso de gigantismo insular. Se le llama "El árbol de la col".

## Taxonomía
Pladaroxylon leucadendron fue descrita por Joseph Dalton Hooker y publicado en Hooker's Icon. Pl. 11: t. 1055. 1870
Sinonimia
Senecio Leuoadendron

Solidago leucadendron Willd.</small ING